# Working Classical
Working Classical — третий альбом с произведениями в жанре классической оркестровой музыки, написанной Полом Маккартни, выпущенный в 1999 году. Альбом вышел через месяц после «рок-н-ролльного» альбома Маккартни Run Devil Run и через два года после предыдущего «классического» альбома Standing Stone.

## Об альбоме
Предыдущий «классический» альбом Маккартни, выпущенный в 1997 Standing Stone, состоял из специально написанной Маккартни совершенно оригинальной, ранее не использовавшейся им музыки. Концепция альбома Working Classical заключалась в том, чтобы записать в исполнении симфонического оркестра и струнного квартета музыкальные темы ранее сочинённых (и в некоторых случаях хорошо известных) песен Маккартни. Для альбома Маккартни написал также четыре совершенно новых инструментальных пьесы: «Haymakers», «Midwife», «Spiral» и «Tuesday». Пьеса «A Leaf» — но в другой записи, в исполнении пианистки Ани Алексеевой (Anya Alexeyev) — ранее уже выпускалась на CD-сингле в 1995.
Исполнителями оркестровых аранжировок, которые написали известные композиторы и аранжировщики Ричард Родни Беннетт и Джонатан Тьюник, стали Лондонский симфонический оркестр и квартет Loma Mar Quartet.
Название альбома — игра слов: от «working class» (рус. рабочий класс) к «working classical» (рус. делая классически; имея в виду классическую музыку). Маккартни, несмотря на достигнутую им высокую известность и большое состояние, дорожит своими «ливерпульскими корнями», происхождением из «простых людей» и гордится этим; эти взгляды Пола отражались в его рок-н-ролльных песнях — и он готов был высказывать их и в жанре «высокой» классической музыки.
Альбом Paul McCartney’s Working Classical оказался ещё одной удачной работой Маккартни в жанре «классики», даже несмотря на то, что в этот раз альбом не попал в регулярные чарты альбомов США. Альбом был более благожелательно принят критиками, чем Standing Stone. Следующей работой Маккартни в «классике» стал выпущенный осенью 2006 альбом Ecce Cor Meum (Behold My Heart).

## Список композиций
Автор всех пьес — Пол Маккартни.
| №   | Название             | Альбом, где впервые издана песня                                                   | Длительность |
| --- | -------------------- | ---------------------------------------------------------------------------------- | ------------ |
| 1.  | «Junk»               | McCartney (1970)                                                                   | 2:49         |
| 2.  | «A Leaf»             | инструментальная пьеса; впервые издана на CD-сингле в 1995, но в другом исполнении | 11:08        |
| 3.  | «Haymakers»          |                                                                                    | 3:33         |
| 4.  | «Midwife»            |                                                                                    | 3:34         |
| 5.  | «Spiral»             |                                                                                    | 10:02        |
| 6.  | «Warm and Beautiful» | Wings at the Speed of Sound (1976)                                                 | 2:31         |
| 7.  | «My Love»            | Red Rose Speedway (1973)                                                           | 3:48         |
| 8.  | «Maybe I'm Amazed»   | McCartney (1970)                                                                   | 2:04         |
| 9.  | «Calico Skies»       | Flaming Pie (1997)                                                                 | 1:52         |
| 10. | «Golden Earth Girl»  | Off the Ground (1993)                                                              | 1:57         |
| 11. | «Somedays»           | Flaming Pie (1997)                                                                 | 3:05         |
| 12. | «Tuesday»            |                                                                                    | 12:27        |
| 13. | «She’s My Baby»      | Wings at the Speed of Sound (1976)                                                 | 1:47         |
| 14. | «The Lovely Linda»   | McCartney (1970)                                                                   | 0:56         |

## Над альбомом работали
- Лондонский симфонический оркестр — «A Leaf», «Spiral», «Tuesday»
- Квартет «Loma Mar» — остальные треки
  - Криста Беннион Фини (Krista Bennion Feeney) — первая скрипка
  - Анка Николо (Anca Nicolau) — вторая скрипка
  - Джоанна Худ (Joanna Hood) — альт
  - Майрон Лутцке (Myron Lutzke) — виолончель
- Лоуренс Фостер (Lawrence Foster) — дирижирует Лондонским симфоническим оркестром в «A Leaf» и «Spiral»
- Андри Куинн (Andrea Quinn) — дирижирует Лондонским симфоническим оркестром в «Tuesday»; также дирижёр струнного квартета
- Сэр Ричард Родни Беннет (Sir Richard Rodney Bennett) — композитор и пианист-виртуоз
- Джонатан Туник (Jonathan Tunick) — композитор и автор музыки к пятидесяти фильмам